# بازارگولوو
بازارگولوو (انگلیسی: Bazargulovo) یک شهرک در شهرستان اوچالینسکی استان باشقیرستان کشور روسیه است.